# Jamill Kelly
Jamill Kelly, född den 25 oktober 1977, är en amerikansk brottare som tog OS-silver i lättviktsbrottning i fristilsklassen 2004 i Aten. 